# Hegyháthodász
Hegyháthodász è un comune dell'Ungheria di 195 abitanti (dati 2001). È situato nella contea di Vas.